# 서편제 (영화)
《서편제》는 1993년 대한민국에서 제작되어 개봉한 임권택 감독의 영화이다. 소설가 이청준의 연작 단편소설 "남도사람"의 1부 《서편제》와 2부 《소리의 빛》이 원작이다. 김명곤, 오정해, 김규철 등이 주연하였으며 김명곤이 영화 시나리오 각색을 겸임하였다. 이 작품은 한국 최초로 공식적 관객 숫자 100만 단위를 넘긴(서울 기준) 영화이다.

## 한의 정서를 대표하는 작품
이 영화가 흥행하기 전에는 한이라는 소재가 국가를 대표하는 정서가 아닌 지양되어 할 부정적인 요소로써 사회에서 인식되며 해학이라는 개념에 무게의 중심이 있었다. 그런데 이 영화의 폭발적인 흥행과 더불어 한이라는 소재가 오히려 시대적 대세로 폭넓게 부각되기 시작하며 해학은 조금 빛을 잃은 듯한 입지를 차지하게 된다. 많은 공립학교에서 영화관으로 학생들이 단체 관람을 갔던 영화이다.

## 줄거리
1960년 전라남도 보성군의 소릿재. 이 영화에 등장하는 청년 동호(김규철)는 이복 누나 송화(오정해)를 만나기 위해 보성의 소릿재 주막에 묵게 된다. 이 주막의 주인인 세월네는 동호의 요청에 따라 판소리 득음(得音)을 내게 되고 동호는 그 장단에 맞춰 직접 북을 치는데 이때 동호는 잠시 어린시절을 회상하게 된다. 그러고 나서 동호는 세월네로부터 송화가 장님이 되었다는 놀라운 사실을 알게 되는데....

## 등장인물
- 김명곤: 유봉 역

영화의 인공이자 떠돌이 소리꾼. 정처없이 각지를 방랑하며 동호, 송화와 함께 판소리를 부르고 있다. 후에 동호가 판소리에 불만을 품고 떠나게 되자 송화에게 눈을 멀게 하는 약을 먹여서 송화를 장님으로 만들었으며 수년후 한 폐가에 잠시 머물면서 씨암탉을 훔쳐 송화에게 먹이게 하였다가 닭주인 영감에게 닭털을 오리털이라고 속이고 씨암탉을 잡은 것이 발각되어 심한 매질을 당한 후 건강이 악화되어 죽었다. 죽기 전 송화에게 유언을 통해 자신이 송화의 눈을 멀게 했다고 고백한다.
- 오정해: 송화 역

여주인공. 일찍이 부모를 여의게 되면서 유봉의 손에서 자랐으며 유봉으로부터 꾸준히 판소리를 익힌 후 판소리에 대한 깊은 애정을 갖게 된다. 유봉, 동호와의 방랑 때 여러 사람들 앞에서 판소리를 잘 불렀지만 동호가 떠나면서부터는 식음을 전폐하고 판소리를 하지 않아 유봉의 속을 썩히기도 했다. 나중에 유봉이 몸을 보호한다는 약이라며 눈을 멀게 하는 약을 먹게 된 후 결국 완전히 장님이 되고 만다. 유봉이 죽은 후에도 소리를 계속해왔으며 마지막 부분에서 결국 이복동생인 동호와 판소리를 통해 재회한다.
- 김규철: 동호 역

남자 주인공. 이복누나인 송화를 찾기 위해 보성으로 내려왔으며 첫 부분에서 세월네의 소릿재 주막에 잠시 머물게 된다. 아버지 유봉으로부터 판소리를 배웠으나 청년이 되었을 때는 유봉과 판소리에 대한 불만을 품고 유봉과 실랑이를 벌인 끝에 결국 떠나게 된다. 후에 서울로 올라간 후 지난날을 후회하며 누나 송화를 만나기 위해 보성 각지를 돌아다니다가 한 술집에서 판소리를 통해 송화와 극적 재회를 하게 된다.
- 안병경: 낙산거사 역

유봉의 친구로 그림을 그리는 길거리 화공이다. 한자와 그림을 혼용한 그림을 주로 그리며 유봉에게 동호와 송화를 맡겨달라고 부탁까지 했지만 유봉이 이를 거절하였다. 후에 청년이 된 동호와 다시 만나게 되었으며 송화에 대한 일들을 알려준다.
- 신새길: 금산댁 역

유봉의 아내이자 동호의 친어머니. 마을 대가집 잔치에 유봉이 불려온 것을 계기로 유봉과 인연을 맺게 되었다. 후에 유봉과 함께 마을을 떠났으며 후에 태기가 생겨 출산을 시도하게 되었지만 아이를 갖지 못하고 죽었다.
- 강선숙: 세월네 역

보성 소릿재에서 소릿재 주막을 지키고 있는 여인. 동호에게 판소리를 들려주게 되며 송화가 장님이 되었다는 사실을 알려준다. 한때 송화에게 소리를 배웠던 적이 있었다.
- 최동준: 송도상 역

유봉의 친구로 유봉과 나머지 친구들과 만찬을 하게 되었을 때 유봉이 친구들과 실랑이를 하게 되자 유봉과 단둘이 남으면서까지 얘기를 계속했으며 후에 유봉이 자신의 집으로 오게 되자 '옥중가'를 득음하였다.
- 이인옥: 도상처 역

도상의 아내. 유봉에게 찻잔을 건네주면서 잠깐 등장한 적이 있었다.
- 최종원: 천가 역

송화를 찾으러 돌아다니다가 우연히 발견하게 되어 들리게 된 송화를 위탁하고있는 술집의 주인. 나중에 가서야 동호와 송화의 관계를 알게 된다. 착하고 인정이 많은 성격이다.
- 주상호: 약장수 역
- 유명순: 주모 역
- 김경란: 계꾼 역
- 박예숙: 계꾼 역
- 정미경: 계꾼 역
- 조학자: 계꾼 역
- 이석구: 창극단원 역
- 유형관: 창극단원 역
- 김기천: 남편 약장수 역
- 방은미: 아내 약장수 역
- 고동업: 한량 역
- 박길수: 한량 역
- 손영호: 한량 역
- 송영탁: 웨이터 역
- 권호웅: 건재상 주인 역
- 이은숙: 작부 역
- 오연실: 기생 역
- 윤혜영: 기생 역
- 조영재: 고수 역
- 김유경: 춘향 역
- 김송: 아역
- 고승유: 아역
- 김지훈: 아역
- 문혜지: 아역

## 제작진
- 제작, 기획: 이태원
- 원작: 이청준
- 각색: 김명곤
- 촬영: 정일성
- 조명: 차정남
- 음악: 김수철
- 편집: 박순덕, 박곡지
- 미술: 김유준
- 녹음: 강대성
- 동시녹음: 김범수
- 조감독: 김홍준
- 감독: 임권택

## 원작과의 차이점
원작소설에서는 인물과 장면 제시방법에서 원작자의 진술로 직접 제시하였지만 영화에서는 장면과 영상을 통해 간접적으로 보여주었으며 언어 표현상으로도 차이가 있다. 소설에서는 원작자에 의한 산문으로 표현하고 있으나 영화에서는 대사와 지문으로 표현하고 있다.

## 일화
오늘날과 같은 멀티플렉스(복합상영관) 형태의 시절이 아닌 1993년 당시에 단성사에서 개봉한 뒤 상영 196일 동안 서울에서 1백만 관객을 동원시키는 저력을 일으켰다. 당시 단성사측은 서편제 상영동안 서편제 간판 중 송화의 갈색 한복부분이 햇빛 때문에 색이 바래지면서 다시 덧칠했었던 적이 있었다. 한편 임권택 감독은 13년 후에 이후 이야기를 그린 속편영화이자 100번째 영화인 천년학을 제작하였다.

## 같이 보기
- 청산도
- 보성군
- 단성사
- 천년학

## 수상 내역
- 1993년 31회 대종상 영화제(최우수작품상, 감독상, 신인남자배우상, 신인여자배우상, 촬영상, 녹음상)
- 1993년 14회 청룡영화상(최우수 작품상, 남우주연상, 남우조연상, 신인여우상, 촬영상, 한국영화 최다관객상)
- 1993년 제4회 춘사국제영화제(최우수 작품상, 감독상, 기술상, 여우주연상, 신인남우상)
- 1994년 30회 백상예술대상(영화 작품상)